# Славомир Мрожек
Славомир Мрожек (пол. Sławomir Mrożek; 29 червня 1930, Боженчин (Borzęcin), Малопольське воєводство, Польща — 15 серпня 2013, Ніцца, Франція) — польський письменник, драматург, есеїст.

## Життєпис
Славомир Мрожек народився 29 червня 1930 року в Боженчині, біля Кракова, в родині листоноші. Згодом сім'я переїхала до Кракова.

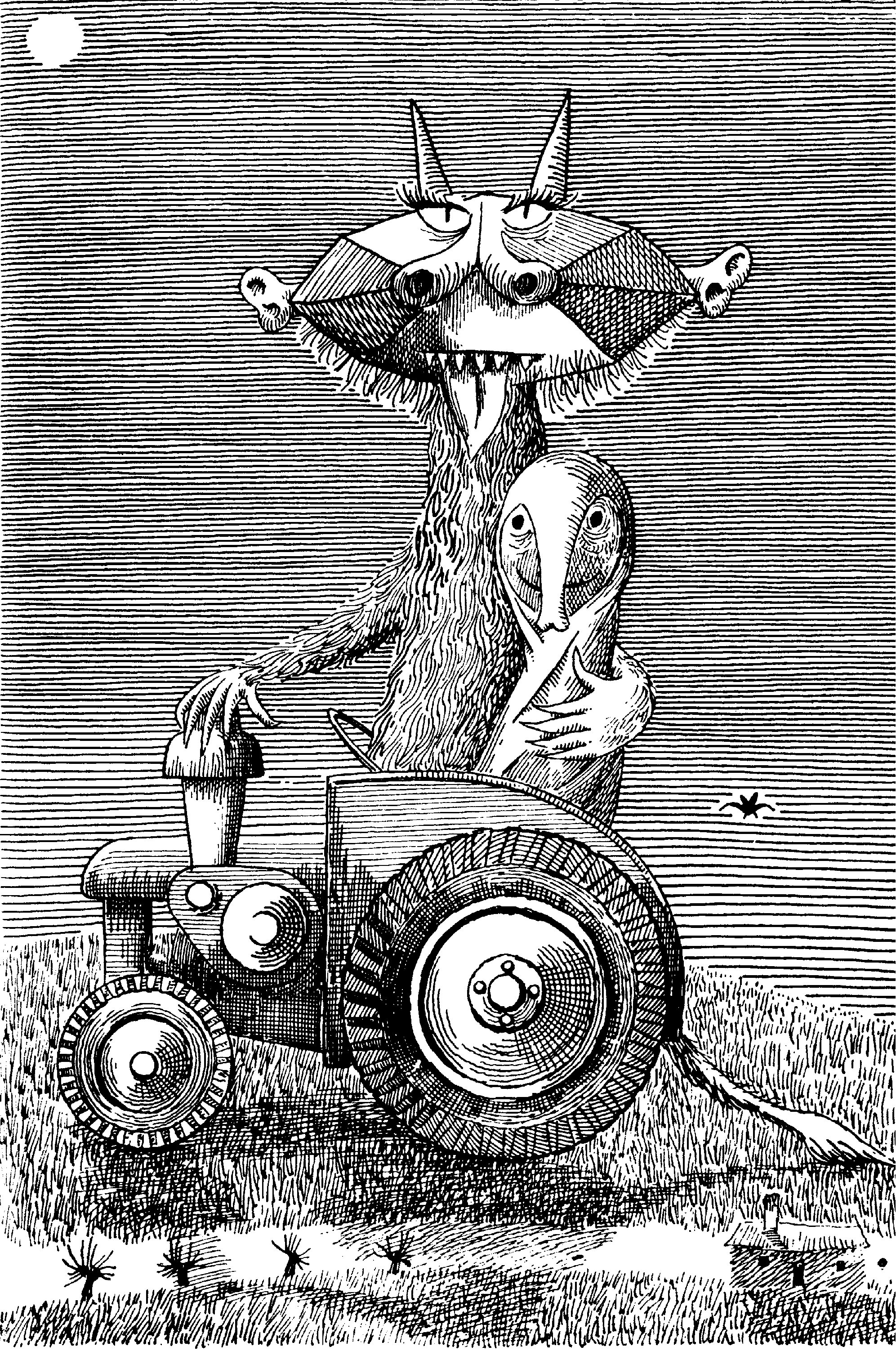
Ілюстрація до книжки «Слон» (1957) роботи Данієля Мроза

Після війни Славомир Мрожек закінчив краківську гімназію та поступив до інституту, але з трьох факультетів, на яких він пробував вчитися (архітектурний, вістовознавство, мистецтвознавство), він так ні одного й не закінчив.
Літературну діяльність починав у краківській газеті «Дзєннік польськи», де спершу працював кур'єром, згодом займався поточною газетною роботою, писав на різні теми.
Перші фейлетони й гуморески побачили світ у 1950 році. Твори, опубліковані в періодиці, склали збірку «Практичні напівпанцирі» (1953), через три роки вийшла друком повість «Маленьке літо» (1956). У 1956 році Мрожек вперше опинився за кордоном — у СРСР, тут він відвідав Україну, був, зокрема, у Одесі.
Наприкінці 1950-х років письменник покинув журналістику, звернувшись до драматургії. 27 червня 1958 року в Варшаві відбулась прем'єра його першої п'єси «Поліція».
На початку 1960-х він переїхав з Кракова до Варшави. 1964 рік став переломним у кар'єрі Мрожека, оскільки у цьому році вийшла його п'єса «Танго», яка принесла авторові світову славу.
У 1968 році Славомир Мрожек відкрито виступив з критикою збройного придушення Радянським Союзом «Празької весни». Після цього комуністичною цензурою заборонені публікації його творів. Мрожек змушений емігрувати з країни, спершу живе в Парижі, потім у США, Німеччині, Італії та Мексиці.
На сторінках паризької «Культури», у серпні 1968 року, Славомир Мрожек протестував проти введення військ в Чехословаччину, після чого попросив політичного притулку в Франції.
У 1996 році Мрожек повернувся до Польщі. Жив у Кракові. Славомир Мрожек у 2002 році письменник пережив інсульт.
У 2008 році знову емігрував до Швейцарії та Франції, але цього разу не з політичних причин, а за станом здоров'я, поселився в Ніцці, у Франції.
Помер 15 серпня 2013 року в Ніцці.

## Особисте життя
Славомир Мрожек був двічі одружений. Його перша дружина Марія Обремба, з якою він побрався у 1959 році, була живописцем. Вона несподівано померла у 1969 році.
У 1987 році Мрожек одружився вдруге, обраницею стала мексиканка Сусана Осоріо Росас.

## Твори
| - Policja, 1958 - Męczeństwo Piotra Oheya, 1959 - Indyk, 1960 - Na pełnym morzu, 1961 - Karol, 1961 - Strip-tease, 1961 - Zabawa, 1962 - Kynolog w rozterce, 1962 - Czarowna noc, 1963 - Śmierć porucznika, 1963 - Tango, 1964 - Der Hirsch, 1965 - Racket Baby, 1965 - Poczwórka, 1967 - Dom na granicy, 1967 - Testarium, 1967 - Profesor, 1968 - Drugie danie, 1968 - Szczęśliwe wydarzenie, 1971 - Rzeźnia, 1973 - Emigranci, 1974 - Garbus, 1975 - Serenada, 1977 - Lis filozof, 1977 - Polowanie na lisa, 1977 - Krawiec, 1977 - Lis aspirant, 1978 - Pieszo, 1980 - Vatzlav, 1982 - Ambasador, 1982 - Letni dzień, 1983 - Alfa, 1984 - Kontrakt, 1986 - Portret, 1987 - Wdowy, 1992 - Miłość na Krymie, 1993 - Wielebni, 2000 - Piękny widok, 2000 | - Opowiadania z Trzmielowej Góry, 1953 - Półpancerze praktyczne, 1953 - Słoń, 1957 - Wesele w Atomicach, 1959 - Deszcz, 1962 - Dwa listy i inne opowiadania, 1970 - Opowiadania, 1981 - Donosy, 1983 - Śpiąca Królewna - Woda - Ostatni husarz - Zeszyt - Maleńkie lato, 1956 - Ucieczka na południe, 1961 - Małe listy, 1981 - Dziennik powrotu, 2000 - Małe listy, 2000 - Wyspa róż, 1975 - Amor, 1978 - Powrót, 1994 - Rysunki, Seria: Biblioteka Stańczyka, Wydawnictwo: ISKRY, WARSZAWA 1982, wydanie I, ss. 108. - Baltazar, 2006 — автобіографія - Człowiek według Mrożka. Rysunki 1950—2000 - Tango z samym sobą. Utwory dobrane Wydawnictwo: Noir sur Blanc, WARSZAWA 2009. |

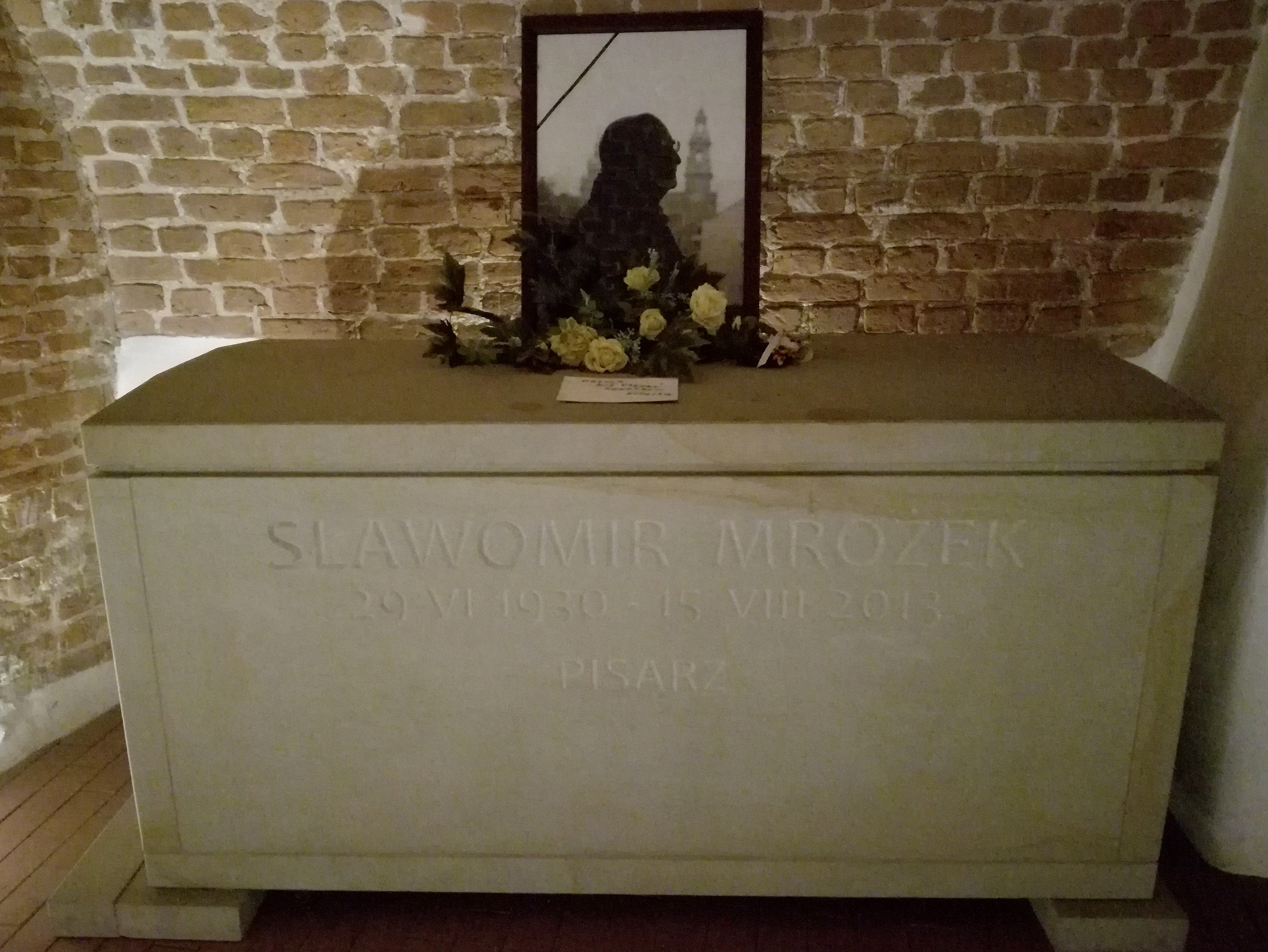
Саркофаг з прахом Славоміра Мрожека в склепі церкви Святих Петра та Павла в Кракові

## Переклади українською
- Мрожек С. «Лебідь», «З пітьми» // Література плюс. — 2002. — Ч. 5. — С. 29-31. Переклад Ігоря Пізнюка
- Мрожек С. «Хроніка міста в облозі» // Література плюс. — 2002. — Ч. 6. — С. 12-17. Переклад Ігоря Пізнюка
- Мрожек С. "Весна в Польщі, «Процес» (Пер. з пол. Леся Пізнюк), «Іменини», «Слон», «Провина і покарання», «Доля графа N», «Воля і дія», «Дірка в містку» (Пер. з пол. Ігор Пізнюк) // Четвер. — 2003. — № 18. — С. 150—165.
- Мрожек С. «Характери» (Пер. з пол. Ігор Пізнюк) // Критика. — 2003. — Ч. 7-8. — С. 46-47.
- Мрожек С. «На вежі», «Мій незнайомий друг», «Той, що падає» (Пер. з пол. Ігор Пізнюк) // Березіль. — 2005. — № 6. — С. 85-97.
- Мрожек С. «Моніза Клав'є» (Пер. з пол. Ігор Пізнюк) // «Потяг 76. Потяг до Польщі». — Чернівці: Книги — XXI, 2006. — С. 60-99 [недоступне посилання з липня 2019]
- Мрожек С. «У млині, у млині, мій пане-добродію», «Весілля в Атоміцах», «Надія», «Маленький друг», «Пташка угупу» (Пер. з пол. Ігоря Пізнюка) // Всесвіт. — 2014. — № 1-2. — С. 76-101.
- Мрожек С. «Валтасар. Автобіографія» [Фрагменти] (Пер. з пол. Ігоря Пізнюка)// Всесвіт. — 2014. — № 1-2. — С. 102—112.
- Мрожек С. Дядько Мрожек не припиняє чесати язиком. Львів: ВСЛ, 2017. 288 с. Переклад Андрія Бондаря.

## Нагороди, премії та визнання
- Премія Фундації ім. Косцєльських (1962)
- Премія Франца Кафки (1987)
- Почесний громадянин Кракова (1990)
- Командор із зіркою Ордену Відродження Польщі (1997)
- Орден Почесного легіону (2003)
- Золота медаль за заслуги в культурі «Gloria Artis» (2010)
- Премія Польського ПЕН-клубу ім. Яна Парандовського (2010)
- Почесний доктор Сілезького університету (2012)
- Орден «Ecce Homo» (2012).
- Великий хрест Ордену Відродження Польщі (2013)